# Banca di Stato della Malaysia
La banca Negara Malaysia è la banca centrale dello stato asiatico della Malaysia. Istituita il 26 gennaio 1959 come Banca Centrale della Malesia (Bank Negara Tanah Melayu), il suo scopo principale è quello di emettere valuta, fungere da banchiere e consulente del governo malese e regolamentare le istituzioni finanziarie, il sistema creditizio e la politica monetaria del paese. La sua sede centrale si trova a Kuala Lumpur, capitale federale della Malaysia. La Banca è l'unica istituzione autorizzata a emettere in circolazione il ringgit malese.
La Banca centrale ha anche uffici di rappresentanza a Londra, New York e Pechino.